# Habrosyne
Genre
Habrosyne est un genre de lépidoptères (papillons) de la famille des Drepanidae, de la sous-famille des Thyatirinae.

## Systématique
- Le genre Habrosyne a été décrit par l'entomologiste allemand Jakob Hübner en 1821[1].
- L'espèce type pour le genre est Habrosyne pyritoides (Hufnagel, 1766)

### Synonymie
- Gonophora Bruand, 1845[2]

Attention, il existe bien un genre à ce nom  mais c'est un coléoptère : Gonophora Chevrolat in Dejean, 1836.
- Cymatochrocis Houlbert, 1921[3]
- Hannya Matsumura, 1927[4]
- Miothyatira Matsumura, 1933[5]
- Habrosynula Bryk, 1943[6]

## Taxinomie
Liste des espèces
- Habrosyne albipuncta (Wileman, 1911)
- Habrosyne argenteipuncta (Butler, 1881).
- Habrosyne armata Moore, 1882
- Habrosyne aurorina (Butler, 1881).
- Habrosyne costalis Wileman, 1921
- Habrosyne dentata Werny, 1966
- Habrosyne dieckmanni (Graeser, 1888).
- Habrosyne fraterna Moore, 1888
- Habrosyne gloriosa (Guénée, 1852).
- Habrosyne indica (Moore, 1867)
- Habrosyne intermedia (Bremer, 1864)
- Habrosyne obscura Fabricius 1775.
- Habrosyne pyritoides (Hufnagel, 1766) — la Ratissée - espèce type pour le genre et seule européenne
- Habrosyne scripta (Gosse, 1840) - Habrosyne rosée
- Habrosyne sumatrana Werny.
- Habrosyne violacea (Fixsen, 1887).